# Krystyna Wilhelmina z Hesji-Eschwege
Krystyna Wilhelmina z Hesji-Eschwege (ur. 1648, zm. 1702) – córka księcia heskiego Fryderyka i jego żony Elenory Katarzyny z Palatynatu Dwóch Mostów matka Krystyny była siostrą późniejszego Króla Szwecji Karola Gustawa X.

## Młodość
Urodzona jako drugie dziecko swoich rodziców (łącznie miała sześcioro rodzeństwa). Większość dzieciństwa spędziła z matką i rodzeństwem. Wówczas, ojciec walczył w drugiej wojnie północnej. Jej brat Ernest przejął funkcję głowy rodziny po ojcu i odziedziczył po nim posiadłość „Rotenburgen Quard”. Wtedy matka z dziećmi były zmuszone przeprowadzić się do Bremy, gdzie rodzina poznała dostojnika szlacheckiego który zdecydował zaopiekować się rodziną. Matka w podzięce za pomoc rodzinie ofiarowała mu rękę Krystyny.

## Małżeństwo i dzieci
W 1667 roku wyszła za księcia brunszwickiego Ferdynanda Albrechta. Z tego związku przyszło na świat dziewięcioro dzieci, z których dzieciństwo przeżyli:
- Zofia Elenora
- August Ferdynand
- Ferdynand Albrecht II
- Ernest Ferdynand
- Ferdynand Chrystian
- Henryk Ferdynand

Po zawarciu małżeństwa para zamieszkała w zamku w małym miasteczku Bevern. Mąż Krystyny był wielkim pasjonatem kultury i swoimi zainteresowaniami zafascynował żonę. Z okazji jej 30. urodzin polecił wystawić przedpremierowo dla swojej małżonki sztukę „Comödien-Saal”. Krystyna pod wpływem męża sama zafascynowała się sztuką i rzemiosłem. Haftowała głównie obrazy przedstawiające charakterystyczne dla epoki motywy vanitatywne. Niektóre z nich można zobaczyć w zbiorach Herzog Anton Ulrich-Museum. Ferdynad dużo podróżował w towarzystwie żony i teściowej. Na przestrzeni lat Krystyna Małżonkiem zwiedzili Szwecję, odwiedzali także imperium Habsburskie, a w szczególności Wiedeń. Podróżowali również kilkakrotnie do zamieszkiwanego wcześniej przez Krystyne Eschewege. Wspólnie przeprowadzili się również do byłego domu w Osterholz Convent w 1681, potem przeprowadzili się do Domshof w Bremie, by ostatecznie osiąść z powrotem w Bremie w 1868 r. Domshof było wtedy osobnym miastem dziś dzielnica Bremy. Krystyna mieszkała tam do końca swoich dni w 1702 r. piętnaście lat po śmierci męża.
Krystyna jak donoszą historycy doświadczała przemocy ze strony męża i była świadkiem jego dziwnych zachowań.